# 努埃瓦岩
67°44′S 69°10′W / 67.733°S 69.167°W
努埃瓦岩（Nueva Rock），是南極洲的岩石，位於阿德萊德島南端，處於科諾島以南，在1957年被繪入阿根廷政府地圖，現時由南極條約體系管理。